# 隴県
隴県（ろう-けん）は中華人民共和国陝西省宝鶏市に位置する県。

## 行政区画
- 鎮:城関鎮、東風鎮、東南鎮、八渡鎮、温水鎮、天成鎮、曹家湾鎮、固関鎮、河北鎮、新集川鎮

## 交通

### 鉄道
- 中国国家鉄路集団
  - 宝中線
    - 隴県駅

### 道路
- 高速道路
  -  銀昆高速道路
- 国道
  - G344国道（中国語版）